# ソシエテ諸島
ソシエテ諸島（ソシエテしょとう、タヒチ語:Tōtaiete mā）は、南太平洋にある諸島。フランス領ポリネシアの一部。海洋探検家ジェームズ・クックが王立協会にちなんで名付けた本来の英語名ソサエティ諸島（Society Islands）で呼ばれることもある。
ソシエテ諸島はウィンドワード諸島とリーワード諸島からなる。ウィンドワード諸島にはマイアオ島、タヒチ島、モーレア島、テティアロア島が、リーワード諸島にはフアヒネ島、ライアテア島、タハア島、ボラボラ島、マウピティ島、ツパイ島がある。
この諸島は1843年にフランスの保護国となり、1880年に植民地となった。
面積1,590km²、人口227,807人（2007年）。最大都市はタヒチ島のパペーテ。

ソシエテ諸島の旗
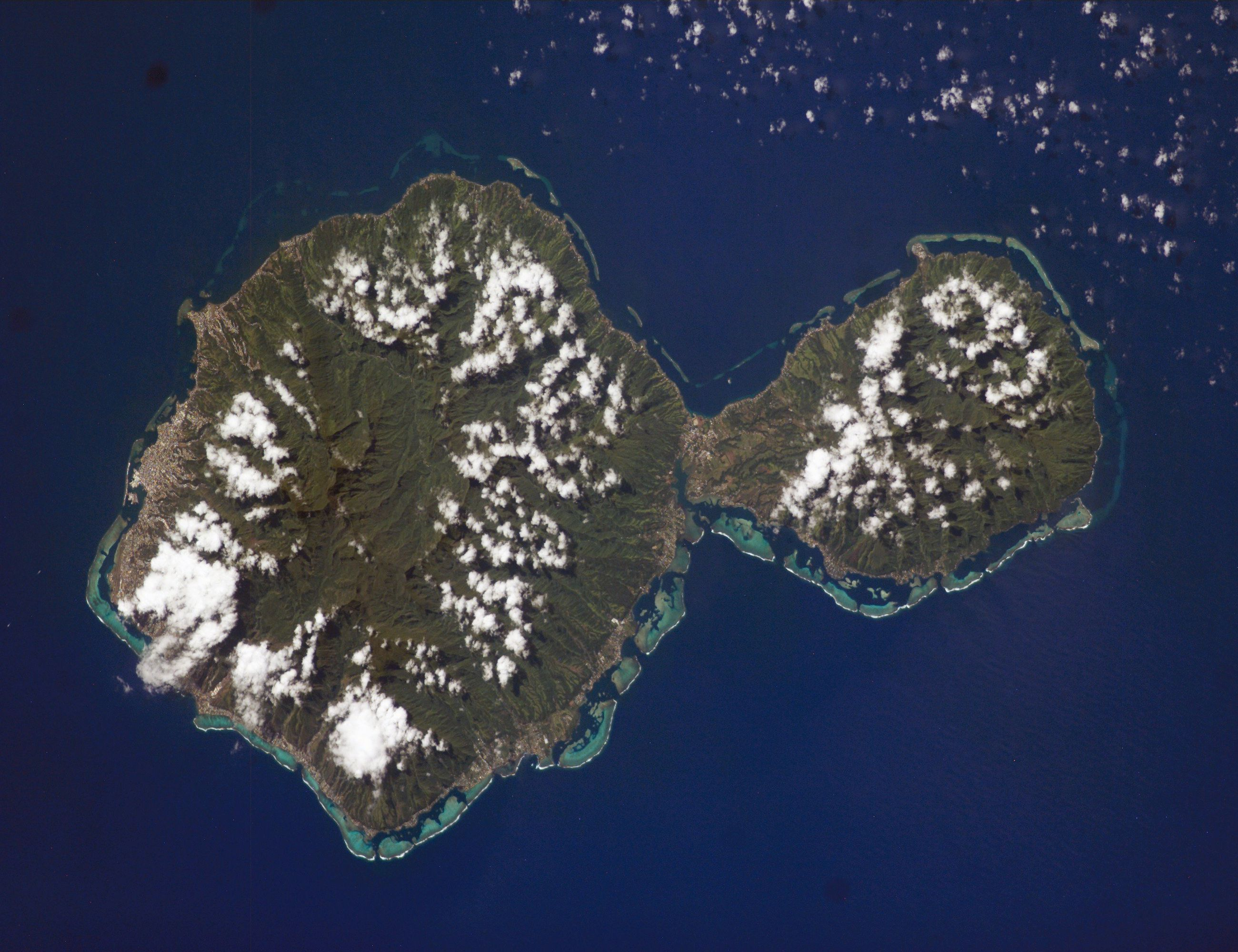
タヒチ島
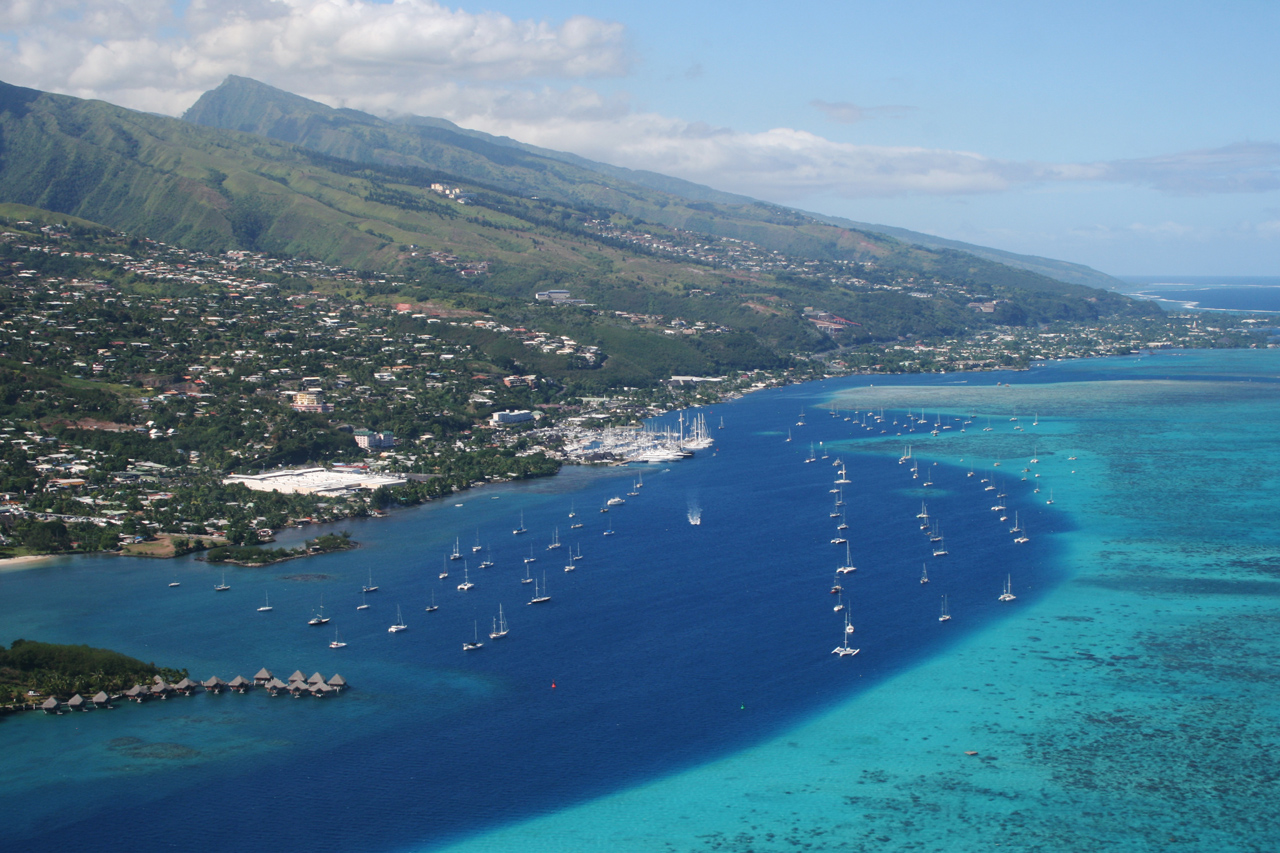
フランス領ポリネシアおよびタヒチ島の首都パペーテ
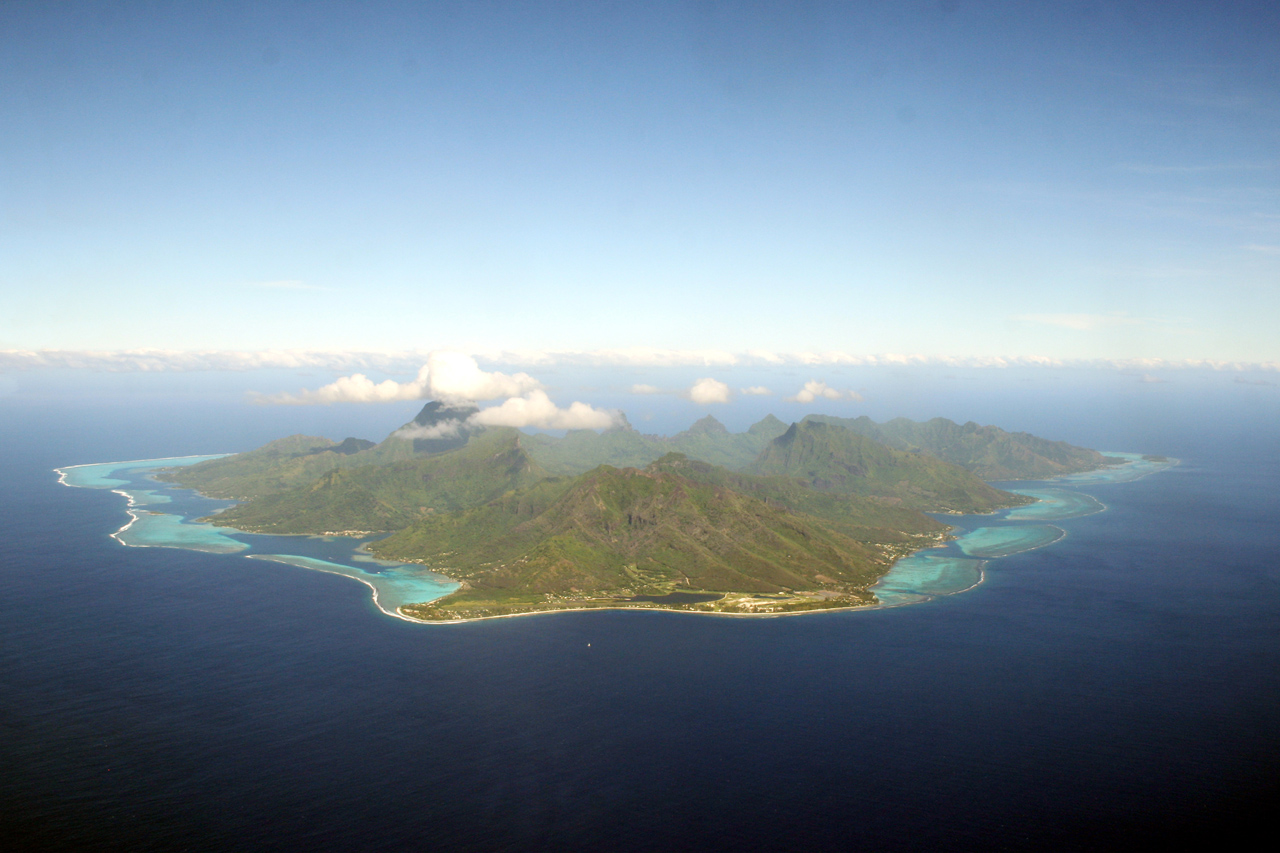
モーレア島
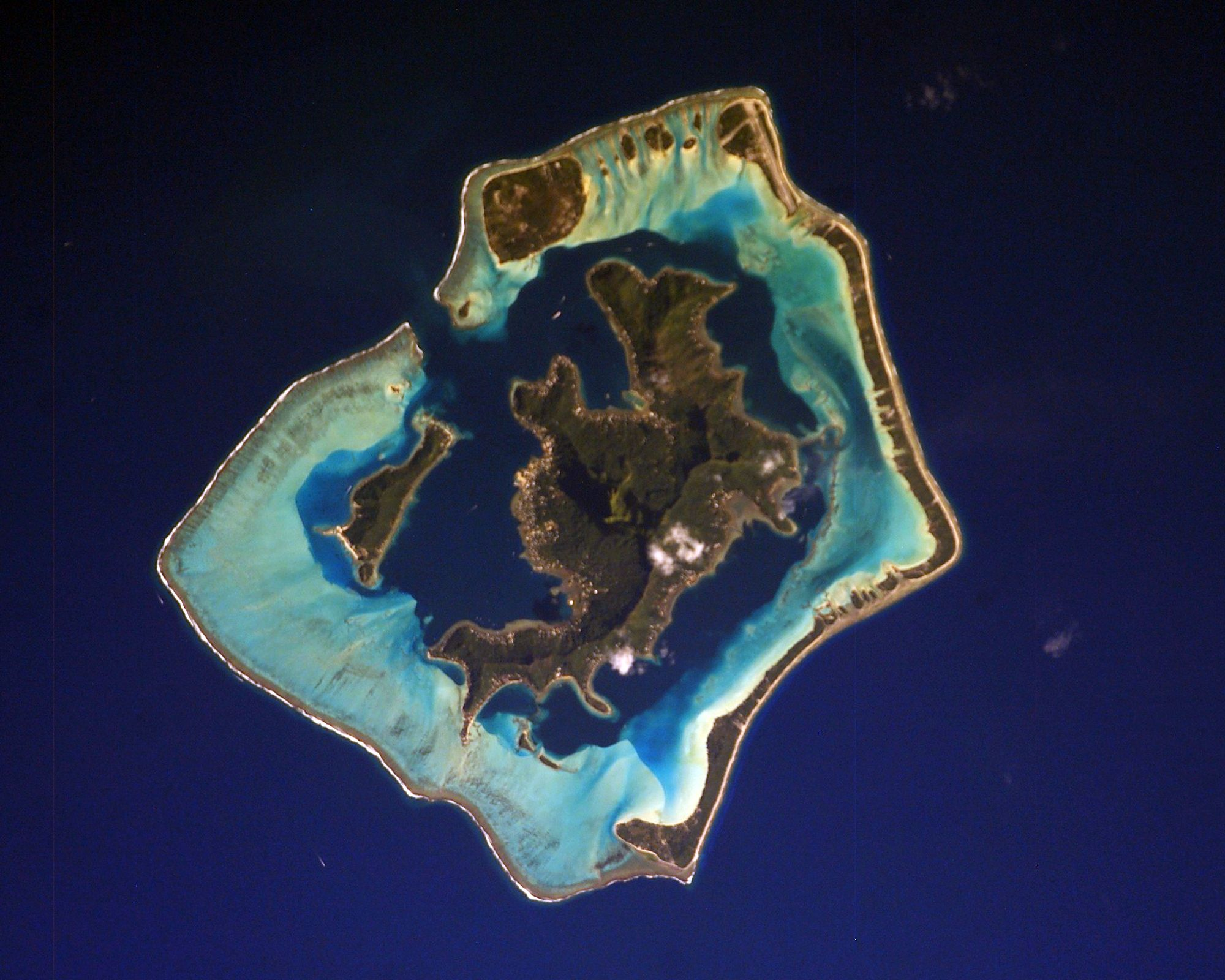
ボラボラ島
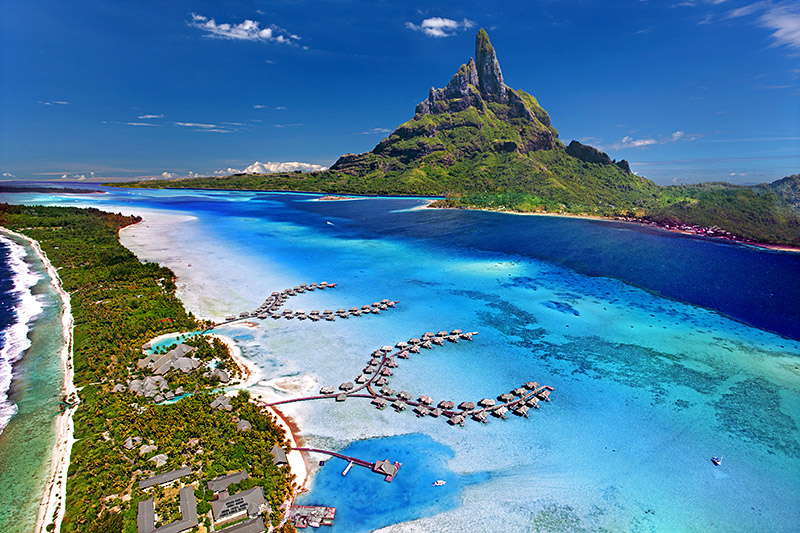
ボラボラ島
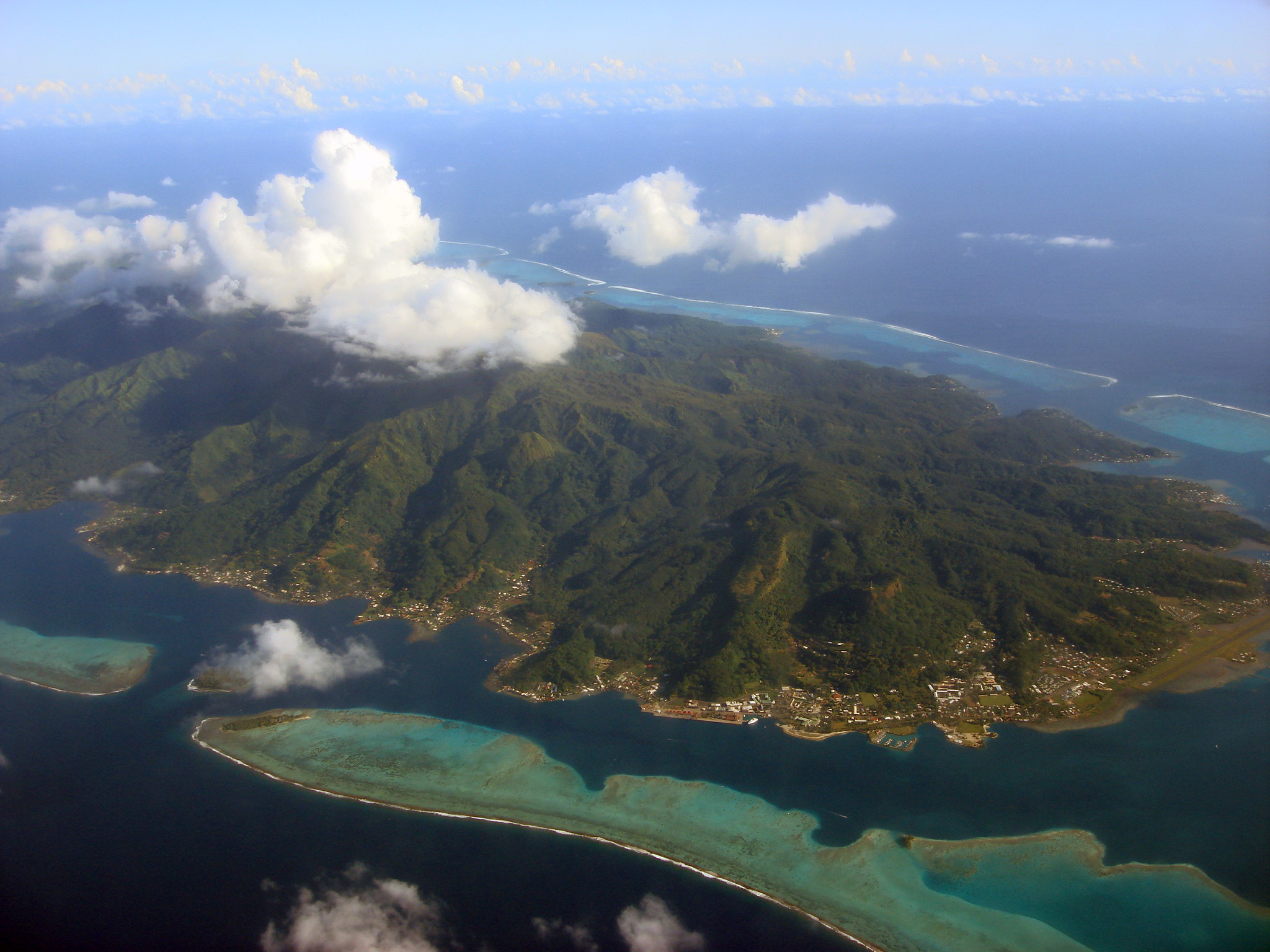
ライアテア島
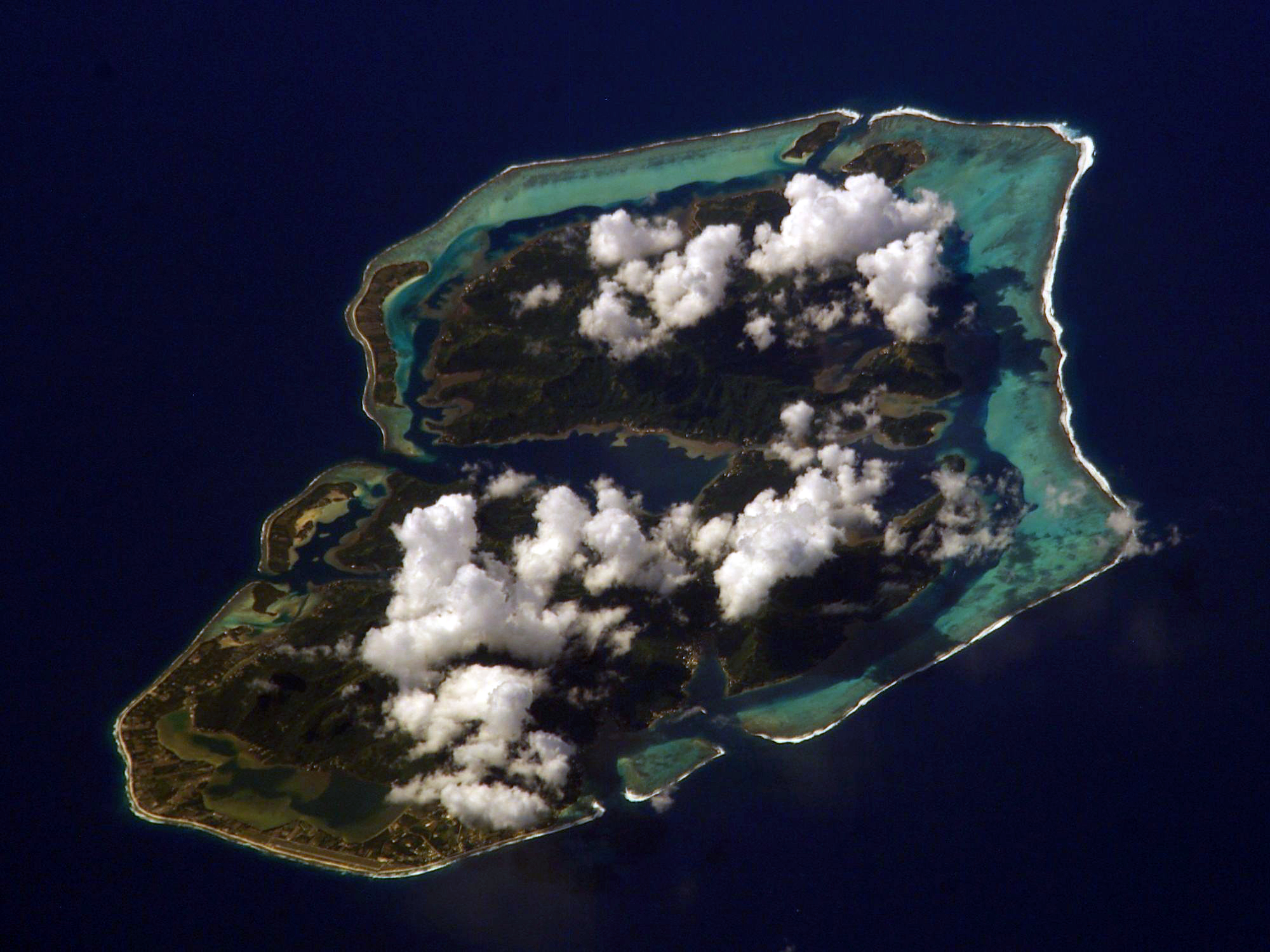
フアヒネ島